# Pere Carreras i Bagaria
Pere Carreras i Bagaria (Barcelona, 2 d'octubre de 1919 — Barcelona, 22 de gener de 1997) fou un jugador de basquetbol català. Va iniciar-se als dotze anys a les Escoles Franceses on estudiava i formà part del Société Patrie, juntament amb el seu germà Miquel. Tanmateix, després la fi de la Guerra Civil Espanyola i la posterior prohibició de l'entitat de disputar competicions oficials, competí amb l'Atlètic Bàsquet Club l'any 1940. Aquell any, aconseguí el subcampionat de Catalunya i d'Espanya. La temporada següent passà al FC Barcelona, amb el qual va guanyar 7 Campionats de Catalunya i 6 Copes d'Espanya. Va retirar-se de la competició l'any 1950, però va seguir vinculat al club barcelonista com a cap d'administració. Amb la selecció espanyola fou internacional en vuit ocasions.

## Palmarès
- 7 Campionats de Catalunya de bàsquet: 1942, 1943, 1945, 1946, 1947, 1948, 1950
- 6 Copes espanyoles de bàsquet: 1943, 1945, 1946, 1947, 1949, 1950